# Cyril Kongo
Cyril Phan, nghệ danh là Cyril Kongo (hay gọi đơn giản chỉ là Kongo), đã sinh ra và lớn lên tại Toulouse năm 1969 và là một họa sĩ Pháp, thuộc trường phái nghệ thuật đường phố (vẽ « graffiti » trên tường).

## Tiểu sử
Cha là người Việt và mẹ là người Pháp, Cyril Phan đã trải qua thời ấu thơ tại Việt Nam cho tới ngày Sài Gòn bị thất thủ vào năm 1975. Sau đó, trong thời niên thiếu, ông đã sống nhiều năm tại thành phố Brazzaville thuộc Cộng Hòa Congo, và cũng do đó, đã gợi hứng cho cái tên nghệ sĩ của ông là Cyril Kongo.
Vào năm 1986, ông đã bắt đầu để dấu ấn cá nhân trong vùng thủ đô Ba Lê qua các bức tranh tường với danh hiệu của mình. Năm 1988, ông gia nhập nhóm MAC crew, một tập thể những họa sĩ chuyên vẽ tường tại vùng Ba Lê và cùng nhau vẽ chung từ 1989 cho tới 2001 những bức tranh vĩ đại trên các khung tường, mà đã từng khiến giới thưởng ngoạn quốc tế ca tụng, đặc biệt là tại Hoa Kỳ, nơi mà ông cũng đã có dịp tiếp xúc với các tài danh cột trụ về cái nghệ thuật rất phổ biến tại Nữu Ước này.
Nhà thực hiện chương trình ATN có dành riêng cho các sáng tác đồ sộ đó (mà trong số đã có một bức tường dài tới cả 50 thước Tây và cao tới 8 thước Tây) một phóng sự bằng hình tựa là “Trumac, de Paris à South-Bronx ~ Trumac, từ Ba Lê đến Nam Bronx” mà nhân đó, họ đã quay phim công trình của các nghệ sĩ vẽ tường đó, từ lúc khởi đầu cho đến lúc hoàn thành tác phẩm. Kongo cũng có xuất hiện trong cuốn phim quay năm 2004 bởi nhà làm phim tài liệu Marc-Aurèle Vecchione, có tựa là “Writers, 20 ans de graffiti à Paris, 1983-2003 ~ Những Nhà Phóng Bút, 20 năm tranh tường tại Ba Lê, 1983-2003 ”.
Tới năm 2002, cùng với nhóm MAC crew, Kongo đã tung ra Kosmopolite, đại nhạc hội quốc tế về nghệ thuật vẽ tường tại Pháp, dưới sự bảo trợ của thành phố Bagnolet, nơi ông đang cư trú. Cho tới hè 2011 thì cái đại nhạc hội đó đã được 10 tuổi. Và tới năm đó, sau khi ghi nhận là đã đạt được mục tiêu tiên khởi là gở bỏ đi cái nhãn hiệu sai lạc cho môn vẽ tường như chỉ là một hình thức phá phách bất động sản mà thôi, từ 2011, hội Kosmopolite bèn chuyên chú vào trọng trách chuyển tiếp khả năng cùng lịch sử của phong trào qua việc tổ chức những buổi huấn luyện miển phí về các loại nghệ thuật phố thị, vào lúc ban đầu thì chỉ nhắm vào giới trẻ, và kế tiếp là cống hiến cho những người lớn tuổi[7].  
Nhân qua lớp huấn luyện của Kosmopolite tại Narvaland, Cyril Kongo đã sử dụng công thức “từ đường phố vào xưởng vẽ” của mình, (trang 30 của bài viết về ông tại. Các tác phẩm của ông được trình bày tại các phòng trưng bày tranh và các buổi triển lãm. Từ năm 2008, ông có hợp tác với nhiều thương hiệu tiếng tăm để cùng ra mắt những món hàng xa xĩ được mang chữ ký của ông.

## Hoạt động

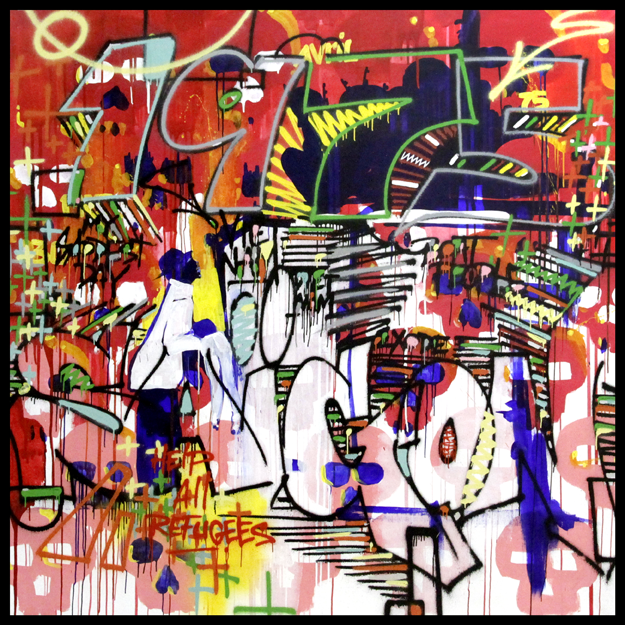
Saïgon, 2011, acrylic and spray paint on canvas

Loại nghệ thuật của Cyril Kongo, chính yếu dựa trên cách vẽ tường “graffiti”, trên bút pháp, qua những màu sắc rực rỡ, được thực hiện bằng cách xịt sơn màu, đã được liệt kê theo trường phái writer ~ phóng bút của phong trào nghệ thuật phố thị.
Trong thời kỳ nghệ thuật phù vân, Cyril Kongo đã chuyên vẽ những bức hình khá lớn trên các khung tường, cũng như trên mọi thứ có thể dùng làm đế được, trong vùng Ba Lê, mà cũng luôn ở mọi lục địa, nhân theo gót chân phiêu lưu của ông. Những dấu vết còn lại hiện nay về ông trong thời kỳ này thì nay chỉ còn là những bức hình và phim chiếu mà thôi.
Kể từ thập niên 2000, một thời kỳ sáng tác mới của Kongo đã bắt đầu: ông nay vẽ trên những mặt phẳng miên viễn. Năm 2009, đã có hai tác phẩm của ông được trình bày tại Grand Palais trong khung cảnh buổi triển lãm Le tag au Grand palais, do nhà sưu tập Alain-Dominique Gallizia tổ chức. Tới năm 2011, nhờ được chủ nhân phòng triển lãm tranh Claude Kunetz khám phá ra, Cyril Kongo đã có thể trình làng tại phòng tranh Wallworks một buổi triển lãm cá nhân được đặt tên là “De la rue jaillit la lumière ~ Ánh sáng rực tóe từ đường phố». (12) Và những cuộc triển lãm như vậy đã cứ tăng gia ngày càng nhiều thêm, ngay tại Pháp và cũng luôn ở ngoại quốc. Một tác phẩm của ông hiện đang được dùng để trang điểm mặt tiền Cité des Outre-mer.
Với tiếng tăm càng ngày càng tăng, nhiều thương hiệu đã nhờ tới khung trời tranh vẽ của ông: năm 2011, ông đã thiết kế cho thương hiệu Hermes một loại khăn choàng nữ. Năm 2016, ông đã cống hiến cho thương hiệu chuyên về sản phẩm làm bằng pha lê Daum một “quả bôm sơn màu” bằng bột pha lê và một đồng hồ đeo tay cho thương hiệu Richard Mille.